# بحث استكشافي
البحث الاستكشافي يعد شكلاً من أشكال البحث التي يتم إجراؤها عن المشاكل التي لم يتم تحديدها بوضوح. ويساعد البحث الاستكشافي على تحديد أفضل تصميم للبحث، وطريقة جمع البيانات وتحديد المواضيع. وينبغي استخلاص استنتاجات حاسمة بحذر شديد. ونظرًا لطبيعته الأساسية، فإن البحث الاستكشافي غالبًا ما يخلص إلى أن مشكلة محسوسة ما غير موجودة في الواقع.
ويعتمد البحث الاستكشافي غالبًا على بحث ثانوي مثل مراجعة الدراسات المتاحة وبياناتها أو كليهما، أو يعتمد على المناهج النوعية مثل المناقشات غير الرسمية مع العملاء أو الموظفين أو الإدارة أو المنافسين، أو يعتمد على المناهج التي تتسم بالشكل الرسمي أكثر من خلال المقابلات المتعمقة أو مجموعات التركيز أو الأساليب الإسقاطية أو دراسات الحالة أو الدراسات التجريبية. يسمح الإنترنت بالأساليب البحثية التي تتسم بالتفاعل بشكل أكبر بطبيعتها. على سبيل المثال، تزود تنسيقات آر إس إس الباحثين بشكل فعال بكل معلومة جديدة، ويمكن أن يتم إرسال نتائج البحث في محرك البحث الرئيسي من خلال البريد الإلكتروني إلى الباحثين من خلال خدمات مثل إنذار الأخبار (Google Alerts)؛ حيث يتم تعقب نتائج البحث الشاملة على مدى فترات طويلة من الوقت من خلال خدمات مثل اتجاهات جوجل (Google Trends)؛ ويمكن إنشاء مواقع الويب لجذب التعليقات من جميع أنحاء العالم حول أي موضوع.
عندما يكون الغرض من البحث هو الوصول إلى معرفة الظواهر أو اكتساب رؤية جديدة من أجل الوصول إلى صياغة أكثر دقة للمشاكل أو تطوير فرضيات، فإن الدراسات الاستكشافية (أيضًا تُعرف بالبحث التشكيلي) تكون في متناول اليد. وإذا كانت الفرضية تحدث بشكل عام جدًا أو بشكل خاص جدًا، فإنه لا يمكن أن يتم تشكيل فرضية. لذلك، فهناك حاجة للبحث الاستكشافي لاكتساب الخبرة التي من شأنها أن تكون عاملاً مساعدًا في الفرضيات ذات الصلة بالبحث التشكيلي لتكون أكثر تحديدًا.
وعادةً ما تكون نتائج البحث الاستكشافي غير مفيدة في عملية اتخاذ القرارات في حد ذاتها، لكنها يمكن أن توفر تفسيرًا واضحًا في حالة معينة. وعلى الرغم من أن نتائج البحث النوعي يمكن أن تعطي بعض الدلالات مثل «السبب» و، «الكيفية» و«الزمن» فيما يتعلق بحدوث شيء ما، لكنها غالبًا لا يمكن أن تخبرنا عن «تكرار الحدوث» أو «عدد المرات».
لا يُعمم البحث الاستكشافي عمومًا على السكان بشكل مطلق.
تسعى البحوث الاستكشافية الاجتماعية «لمعرفة كيف يمكن للأشخاص المضي في إعداد الاستفسار، وما المعاني التي يوضحونها بأفعالهم، وما القضايا التي يهتمون بها. ويكمن الهدف في معرفة» ماذا يجري هنا؟«والتحقيق في الظواهر الاجتماعية دون التوقعات الصريحة.» (Russell K. Schutt, "Investigating the Social World," 5th ed.). أيضًا هذه المنهجية في بعض الأحيان أشارت إلى منهج النظرية المؤصلة على أنه بحث نوعي أو بحث تفسيري في محاولة لكشف النقاب عن أي نظرية من البيانات نفسها، وليست من فرضية مطروحة.
يحدد إيرل بابي (Earl Babbie) ثلاثة أغراض لبحث العلوم الاجتماعية. والأغراض هي الاستكشافية والوصفية والتفسيرية. يُستخدم البحث الاستكشافي عندما تكون المشاكل في مرحلة أولية. Exploratory research is used when the topic or issue is new and when data is difficult to collect. إن عملية البحث الاستكشافي مرنة ويمكن معالجة استفسارات جميع أنواع المسائل البحثية (الماهية، والسبب والطريقة). وكثيرًا ما يُستخدم البحث الاستكشافي لإنشاء الفرضيات الرسمية. تربط شيلدز (Shields) وتاجالي (Tajalli) البحث الاستكشافي بالإطار النظري لفرضيات العمل.
على الرغم من ذلك، لدى المتشككين شك في جدوى البحث الاستكشافي وضرورته في الحالات التي يمكن أن يتم فيها تحليل مسبق بدلاً منه.

## البحث التطبيقي
غالبًا ما يكون البحث التطبيقي استكشافيًا لأن هناك حاجة إلى المرونة في منهجية حل المشكلة. فضلاً عن أن هناك في كثير من الأحيان قيودًا على البيانات وحاجة إلى اتخاذ قرارات في غضون فترة قصيرة. وغالبًا ما تُستخدم أساليب البحث النوعي مثل دراسات الحالة أو البحث الميداني في الأبحاث الاستكشافية.
وتوجد ثلاثة أنواع من الأهداف في مشروع أبحاث التسويق. 
- الأبحاث الاستكشافية أو الأبحاث التشكيلية
- البحث الوصفي
- الأبحاث السببية

الأبحاث الاستكشافية أو التشكيلية: الهدف من البحث الاستكشافي هو تجميع معلومات مبدئية تساعد على تحديد المشاكل واقتراح فرضيات متعلقة بها.'
البحث الوصفي: الهدف من البحث الوصفي هو وصف الأشياء، مثل أدوات التسويق المحتملة للمنتجات أو الحالة الديموغرافية وأوضاع المستهلكين الذين يقومون بشراء المنتجات.
البحث السببي: الهدف من البحث السببي هو اختبار الفرضيات التي تتعلق بسبب العلاقات وتأثيرها.
إذا كان الهدف هو تحديد أي متغير قد يكون السبب في حدوث سلوك معين، على سبيل المثال، إذا كان هناك علاقة سببية بين المتغيرات، فلابد من إجراء بحوث سببية. لتحديد العلاقة السببية، من المهم تحديد المتغير الذي من المفترض أن يكون سبب التغيير في المتغير (المتغيرات الأخرى) الآخر الثابت، ثم قياس التغييرات في المتغير (المتغيرات) الآخر. هذا النوع من البحث معقد جدًا ولا يمكن أبدًا أن يكون الباحث على يقين تمامًا من أن عدم وجود عوامل أخرى تؤثر على العلاقة السببية، لا سيما عند التعامل مع أوضاع الأشخاص ودوافعهم. غالبًا ما تكون هناك اعتبارات نفسية أكثر عمقًا، حتى إن المستجيب قد لا يكون على علم بذلك.
هناك طريقتان للبحث لاستكشاف العلاقات السببية ونتيجتها بين المتغير:
- التجربة
- المحاكاة

## اقرأ أيضا
- بحث صرف